# Zorán (album)
Zorán címmel jelent meg 1977-ben Sztevanovity Zorán első szólóalbuma. 

## Történet
Az album a MAFILM stúdiójában készült és a Hungarotonnál jelent meg 1977-ben. A felvételeken a Locomotiv GT játszik, de közreműködött Dés László, a Neoton együttes, Bergendy István, valamint Babos Gyula, aki az Apám hitte című dal híres bevezetőjét is játssza.
A kiadást megelőzte egy 1976-ban kiadott kislemez, Presser Gábor és Adamis Anna két dalával (Könyörgés, Az legyél, aminek látszol). Zorán ugyanis a Metro együttes 1972-es feloszlása után eltűnt a zenei életből, egy ideig külföldön is dolgozott, és a kislemezzel akarták felmérni, hogy van-e rá igény.
Az album sikeres volt. Szinte napok alatt több tízezer példányt adtak el, és megkapta az év legjobb poplemeze címet. 1981 júniusáig 105 895 darab fogyott el.
Az első szólóalbum megjelenésével vette kezdetét Zorán pályafutásának második szakasza. Hangzásvilága nagyban eltér a korábbi Metro-albumokétól: Zorán az elektromos gitárt spanyolgitárra cserélte, lírai, tartalmas dalokat énekelt, és kialakította azt a hangvételt, ami máig jellemzi zenéjét.
Ez az album a „trilógiaként” is emlegetett első három nagylemez első tagja.

## Az album dalai
Azokat a dalokat, amelyeknél a szerzők nincsenek megnevezve, Presser Gábor írta, a szövegírók Sztevanovity Dusán és Zorán, valamint Presser Gábor.

### A oldal
1. Egészen egyszerű dal – 3:03
2. Addig jó nekem – 3:13
3. Amikor elmentél tőlem – 4:42
4. Név nélkül (Somló Tamás – Sztevanovity Dusán) – 3:56
5. Kiáltás – 6:26

### B oldal
1. Nekem nem elég – 2:22
2. Menj el – 3:35
3. Az aranykulcs (Demjén Ferenc) – 4:27
4. Apám hitte (Sztevanovity Zorán – Presser Gábor – Sztevanovity Dusán) – 6:45
5. Egészen egyszerű emberek (Presser Gábor – Sztevanovity Dusán) – 0:43
6. Szépek és bolondok (Presser Gábor, instrumentális) – 1:44

## Külső hivatkozások
- Információk Zorán honlapján
- Információk a Hungaroton honlapján